# Premier League de 2013–14
A Primeira divisão do Campeonato Inglês de Futebol da temporada 2013–2014 foi a 112ª edição da principal divisão do futebol inglês (22ª como Premier League). Foi disputada com o mesmo regulamento dos anos anteriores, quando foi implementado o sistema de pontos corridos. A temporada começou no sábado, 17 agosto de 2013, e concluído no domingo, 11 de maio de 2014. Os direitos de transmissão de televisão foram concedidas de duas a três semanas mais tarde.
Esta foi a primeira temporada da Premier League que se utilizou a Goal-Line Technology, ou Tecnologia da Linha do Gol, com a The Football Association ter anunciado que o Hawk-Eye seria instalado ao longo de um período de até seis semanas no estádios das 17 equipes que evitaram o rebaixamento e as três equipes promovidas durante a temporada anterior.
No último dia da temporada, o Manchester City venceu a Premier League com uma vitória por 2 a 0 sobre o West Ham, terminando com 86 pontos.

## Regulamento
A Premier League é disputada por 20 clubes em dois turnos. Em cada turno, todos os times jogaram entre si uma única vez. Os jogos do segundo turno serão realizados na mesma ordem do primeiro, apenas com o mando de campo invertido. Não há campeões por turnos, sendo declarado campeão da Inglaterra o time que obtiver o maior número de pontos após as 38 rodadas.

### Critérios de desempate
Caso haja empate de pontos entre dois clubes, os critérios de desempates serão aplicados na seguinte ordem:
1. Saldo de gols
2. Gols marcados
3. Confronto direto

## Participantes
| Equipe            | Cidade              | Em 2012–13             | Estádio           | Capacidade | Títulos (último) |
| ----------------- | ------------------- | ---------------------- | ----------------- | ---------- | ---------------- |
| Arsenal           | Londres             | 4º (Primeira divisão)  | Emirates Stadium  | 60 361     | 13 (2003–04)     |
| Aston Villa       | Birmingham          | 15º (Primeira divisão) | Villa Park        | 42 640     | 7 (1980–81)      |
| Cardiff City      | Cardiff             | 1º (Segunda divisão)   | Ninian Park       | 21 508     | 0 (não possui)   |
| Chelsea           | Londres             | 3º (Primeira divisão)  | Stamford Bridge   | 41 798     | 4 (2009–10)      |
| Crystal Palace    | Londres             | 3º (Segunda divisão)   | Selhurst Park     | 26 255     | 0 (não possui)   |
| Everton           | Liverpool           | 6º (Primeira divisão)  | Goodison Park     | 40 157     | 9 (1987–88)      |
| Fulham            | Londres             | 12º (Primeira divisão) | Craven Cottage    | 25 700     | 0 (não possui)   |
| Hull City         | Kingston upon Hull  | 2º (Segunda divisão)   | KC Stadium        | 25 400     | 0 (não possui)   |
| Liverpool         | Liverpool           | 7º (Primeira divisão)  | Anfield Road      | 45 276     | 18 (1989–90)     |
| Manchester City   | Manchester          | 2º (Primeira divisão)  | Etihad Stadium    | 47 805     | 3 (2011–12)      |
| Manchester United | Manchester          | 1º (Primeira divisão)  | Old Trafford      | 75 731     | 20 (2012–13)     |
| Newcastle         | Newcastle upon Tyne | 16º (Primeira divisão) | St. James' Park   | 52 405     | 4 (1926–27)      |
| Norwich City      | Norwich             | 11º (Primeira divisão) | Carrow Road       | 27 244     | 0 (não possui)   |
| Southampton       | Southampton         | 8º (Primeira divisão)  | St Mary's Stadium |            |                  |
| Stoke City        | Stoke-on-Trent      | 13º (Primeira divisão) | Britannia Stadium | 27 740     | 0 (não possui)   |
| Sunderland        | Sunderland          | 17º (Primeira divisão) | Stadium of Light  | 48 707     | 6 (1935-36)      |
| Swansea City      | Swansea             | 9º (Primeira divisão)  | Liberty Stadium   | 20 750     | 0 (não possui)   |
| Tottenham         | Londres             | 5º (Primeira divisão)  | White Hart Lane   | 36 284     | 2 (1960–61)      |
| West Bromwich     | West Bromwich       | 8º (Primeira divisão)  | The Hawthorns     | 26 445     | 1 (1919–20)      |
| West Ham          | Londres             | 10º (Primeira divisão) | Upton Park        | 35 016     | 0 (não possui)   |

## Classificação final
| Pos | Equipe              | Pts | J  | V  | E  | D  | GP  | GC | SG  | Classificação ou descenso                                    |
| --- | ------------------- | --- | -- | -- | -- | -- | --- | -- | --- | ------------------------------------------------------------ |
| 1   | Manchester City (C) | 86  | 38 | 27 | 5  | 6  | 102 | 37 | +65 | Fase de Grupo da Liga dos Campeões da UEFA de 2014–15        |
| 2   | Liverpool           | 84  | 38 | 26 | 6  | 6  | 101 | 50 | +51 | Fase de Grupo da Liga dos Campeões da UEFA de 2014–15        |
| 3   | Chelsea             | 82  | 38 | 25 | 7  | 6  | 71  | 27 | +44 | Fase de Grupo da Liga dos Campeões da UEFA de 2014–15        |
| 4   | Arsenal             | 79  | 38 | 24 | 7  | 7  | 68  | 41 | +27 | Play-offs da Liga dos Campeões da UEFA de 2014–15            |
| 5   | Everton             | 72  | 38 | 21 | 9  | 8  | 61  | 39 | +22 | Fase de Grupos da Liga Europa da UEFA de 2014–15             |
| 6   | Tottenham           | 69  | 38 | 21 | 6  | 11 | 55  | 51 | +4  | Qualificação para a primeira pré-eliminatória da Liga Europa |
| 7   | Manchester United   | 64  | 38 | 19 | 7  | 12 | 64  | 43 | +21 |                                                              |
| 8   | Southampton         | 56  | 38 | 15 | 11 | 12 | 54  | 46 | +8  |                                                              |
| 9   | Stoke City          | 50  | 38 | 13 | 11 | 14 | 45  | 52 | −7  |                                                              |
| 10  | Newcastle           | 49  | 38 | 15 | 4  | 19 | 43  | 59 | −16 |                                                              |
| 11  | Crystal Palace      | 45  | 38 | 13 | 6  | 19 | 33  | 48 | −15 |                                                              |
| 12  | Swansea City        | 42  | 38 | 11 | 9  | 18 | 54  | 54 | 0   |                                                              |
| 13  | West Ham            | 40  | 38 | 11 | 7  | 20 | 40  | 51 | −11 |                                                              |
| 14  | Sunderland          | 38  | 38 | 10 | 8  | 20 | 41  | 60 | −19 |                                                              |
| 15  | Aston Villa         | 38  | 38 | 10 | 8  | 20 | 39  | 61 | −22 |                                                              |
| 16  | Hull City           | 37  | 38 | 10 | 7  | 21 | 38  | 53 | −15 | Qualificação para a terceira pré-eliminatória da Liga Europa |
| 17  | West Bromwich       | 36  | 38 | 7  | 15 | 16 | 43  | 59 | −16 |                                                              |
| 18  | Norwich City (R)    | 33  | 38 | 8  | 9  | 21 | 28  | 62 | −34 | Zona de rebaixamento à Football League Championship          |
| 19  | Fulham (R)          | 32  | 38 | 9  | 5  | 24 | 40  | 85 | −45 | Zona de rebaixamento à Football League Championship          |
| 20  | Cardiff City (R)    | 30  | 38 | 7  | 9  | 22 | 32  | 74 | −42 | Zona de rebaixamento à Football League Championship          |

1. ↑  Como os vencedores da 2013–14 Football League Cup (Manchester City) se classificaram para a Liga dos Campeões, a vaga concedida a eles (Rodada do play-off da Liga Europa) foi passada para o 6º colocado.
2. ↑  Hull City se classificou para a terceira rodada de qualificação da Liga Europa como vice-campeões da 2013–14 FA Cup já que os vencedores Arsenal se classificaram para a Liga dos Campeões.

## Confrontos
| Mandante \ Visitante | ARS | AVL | CAR | CHE | CRY | EVE | FUL | HUL | LIV | MCI | MUN | NEW | NOR | SOU | STK | SUN | SWA | TOT | WBA | WHU |
| -------------------- | --- | --- | --- | --- | --- | --- | --- | --- | --- | --- | --- | --- | --- | --- | --- | --- | --- | --- | --- | --- |
| Arsenal              | —   | 1–3 | 2–0 | 0–0 | 2–0 | 1–1 | 2–0 | 2–0 | 2–0 | 1–1 | 0–0 | 3–0 | 4–1 | 2–0 | 3–1 | 4–1 | 2–2 | 1–0 | 1–0 | 3–1 |
| Aston Villa          | 1–2 | —   | 2–0 | 1–0 | 0–1 | 0–2 | 1–2 | 3–1 | 0–1 | 3–2 | 0–3 | 1–2 | 4–1 | 0–0 | 1–4 | 0–0 | 1–1 | 0–2 | 4–3 | 0–2 |
| Cardiff City         | 0–3 | 0–0 | —   | 1–2 | 0–3 | 0–0 | 3–1 | 0–4 | 3–6 | 3–2 | 2–2 | 1–2 | 2–1 | 0–3 | 1–1 | 2–2 | 1–0 | 0–1 | 1–0 | 0–2 |
| Chelsea              | 6–0 | 2–1 | 4–1 | —   | 2–1 | 1–0 | 2–0 | 2–0 | 2–1 | 2–1 | 3–1 | 3–0 | 0–0 | 3–1 | 3–0 | 1–2 | 1–0 | 4–0 | 2–2 | 0–0 |
| Crystal Palace       | 0–2 | 1–0 | 2–0 | 1–0 | —   | 0–0 | 1–4 | 1–0 | 3–3 | 0–2 | 0–2 | 0–3 | 1–1 | 0–1 | 1–0 | 3–1 | 0–2 | 0–1 | 3–1 | 1–0 |
| Everton              | 3–0 | 2–1 | 2–1 | 1–0 | 2–3 | —   | 4–1 | 2–1 | 3–3 | 2–3 | 2–0 | 3–2 | 2–0 | 2–1 | 4–0 | 0–1 | 3–2 | 0–0 | 0–0 | 1–0 |
| Fulham               | 1–3 | 2–0 | 1–2 | 1–3 | 2–2 | 1–3 | —   | 2–2 | 2–3 | 2–4 | 1–3 | 1–0 | 1–0 | 0–3 | 1–0 | 1–4 | 1–2 | 1–2 | 1–1 | 2–1 |
| Hull City            | 0–3 | 0–0 | 1–1 | 0–2 | 0–1 | 0–2 | 6–0 | —   | 3–1 | 0–2 | 2–3 | 1–4 | 1–0 | 0–1 | 0–0 | 1–0 | 1–0 | 1–1 | 2–0 | 1–0 |
| Liverpool            | 5–1 | 2–2 | 3–1 | 0–2 | 3–1 | 4–0 | 4–0 | 2–0 | —   | 3–2 | 1–0 | 2–1 | 5–1 | 0–1 | 1–0 | 2–1 | 4–3 | 4–0 | 4–1 | 4–1 |
| Manchester City      | 6–3 | 4–0 | 4–2 | 0–1 | 1–0 | 3–1 | 5–0 | 2–0 | 2–1 | —   | 4–1 | 4–0 | 7–0 | 4–1 | 1–0 | 2–2 | 3–0 | 6–0 | 3–1 | 2–0 |
| Manchester United    | 1–0 | 4–1 | 2–0 | 0–0 | 2–0 | 0–1 | 2–2 | 3–1 | 0–3 | 0–3 | —   | 0–1 | 4–0 | 1–1 | 3–2 | 0–1 | 2–0 | 1–2 | 1–2 | 3–1 |
| Newcastle            | 0–1 | 1–0 | 3–0 | 2–0 | 1–0 | 0–3 | 1–0 | 2–3 | 2–2 | 0–2 | 0–4 | —   | 2–1 | 1–1 | 5–1 | 0–3 | 1–2 | 0–4 | 2–1 | 0–0 |
| Norwich City         | 0–2 | 0–1 | 0–0 | 1–3 | 1–0 | 2–2 | 1–2 | 1–0 | 2–3 | 0–0 | 0–1 | 0–0 | —   | 1–0 | 1–1 | 2–0 | 1–1 | 1–0 | 0–1 | 3–1 |
| Southampton          | 2–2 | 2–3 | 0–1 | 0–3 | 2–0 | 2–0 | 2–0 | 4–1 | 0–3 | 1–1 | 1–1 | 4–0 | 4–2 | —   | 2–2 | 1–1 | 2–0 | 2–3 | 1–0 | 0–0 |
| Stoke City           | 1–0 | 2–1 | 0–0 | 3–2 | 2–1 | 1–1 | 4–1 | 1–0 | 3–5 | 0–0 | 2–1 | 1–0 | 0–1 | 1–1 | —   | 2–0 | 1–1 | 0–1 | 0–0 | 3–1 |
| Sunderland           | 1–3 | 0–1 | 4–0 | 3–4 | 0–0 | 0–1 | 0–1 | 0–2 | 1–3 | 1–0 | 1–2 | 2–1 | 0–0 | 2–2 | 1–0 | —   | 1–3 | 1–2 | 2–0 | 1–2 |
| Swansea City         | 1–2 | 4–1 | 3–0 | 0–1 | 1–1 | 1–2 | 2–0 | 1–1 | 2–2 | 2–3 | 1–4 | 3–0 | 3–0 | 0–1 | 3–3 | 4–0 | —   | 1–3 | 1–2 | 0–0 |
| Tottenham            | 0–1 | 3–0 | 1–0 | 1–1 | 2–0 | 1–0 | 3–1 | 1–0 | 0–5 | 1–5 | 2–2 | 0–1 | 2–0 | 3–2 | 3–0 | 5–1 | 1–0 | —   | 1–1 | 0–3 |
| West Bromwich        | 1–1 | 2–2 | 3–3 | 1–1 | 2–0 | 1–1 | 1–1 | 1–1 | 1–1 | 2–3 | 0–3 | 1–0 | 0–2 | 0–1 | 1–2 | 3–0 | 0–2 | 3–3 | —   | 1–0 |
| West Ham             | 1–3 | 0–0 | 2–0 | 0–3 | 0–1 | 2–3 | 3–0 | 2–1 | 1–2 | 1–3 | 0–2 | 1–3 | 2–0 | 3–1 | 0–1 | 0–0 | 2–0 | 2–0 | 3–3 | —   |

## Campeão
| Campeão Inglês 2013–14      |
| --------------------------- |
| Manchester City (4° título) |

## Estatísticas

### Artilharia
| #  | Jogador           | Equipe            | Gols |
| -- | ----------------- | ----------------- | ---- |
| 1  | Luis Suárez       | Liverpool         | 31   |
| 2  | Daniel Sturridge  | Liverpool         | 21   |
| 3  | Yaya Touré        | Manchester City   | 20   |
| 4  | Sérgio Agüero     | Manchester City   | 17   |
| 4  | Wayne Rooney      | Manchester United | 17   |
| 6  | Olivier Giroud    | Arsenal           | 16   |
| 6  | Edin Džeko        | Manchester City   | 16   |
| 6  | Wilfried Bony     | Swansea City      | 16   |
| 9  | Jay Rodriguez     | Southampton       | 15   |
| 9  | Romelu Lukaku     | Everton           | 15   |
| 11 | Loïc Rémy         | Newcastle         | 14   |
| 11 | Eden Hazard       | Chelsea           | 14   |
| 13 | Steven Gerrard    | Liverpool         | 13   |
| 13 | Rickie Lambert    | Southampton       | 13   |
| 15 | Robin Van Persie  | Manchester United | 12   |
| 16 | Emmanuel Adebayor | Tottenham         | 11   |
| 17 | Aaron Ramsey      | Arsenal           | 10   |
| 17 | Christian Benteke | Aston Villa       | 10   |
| 19 | Samuel Eto'o      | Chelsea           | 9    |
| 19 | Adam Lallana      | Southampton       | 9    |
| 19 | Álvaro Negredo    | Manchester City   | 9    |
| 19 | Danny Welbeck     | Manchester United | 9    |
| 19 | Raheem Sterling   | Liverpool         | 9    |
| 24 | Peter Crouch      | Stoke City        | 8    |
| 24 | Lukas Podolski    | Arsenal           | 8    |
| 24 | Adam Johnson      | Sunderland        | 8    |
| 24 | André Schürrle    | Chelsea           | 8    |
| 24 | Kevin Mirallas    | Everton           | 8    |
| 24 | Oscar             | Chelsea           | 8    |

### Assistências
| #  | Jogador            | Equipe            | Ass. |
| -- | ------------------ | ----------------- | ---- |
| 1  | Steven Gerrard     | Liverpool         | 13   |
| 2  | Luis Suárez        | Liverpool         | 12   |
| 3  | Wayne Rooney       | Manchester United | 10   |
| 3  | Rickie Lambert     | Southampton       | 10   |
| 5  | David Silva        | Manchester City   | 9    |
| 5  | Yaya Touré         | Manchester City   | 9    |
| 5  | Mesut Özil         | Arsenal           | 9    |
| 8  | Santi Cazorla      | Arsenal           | 8    |
| 8  | Olivier Giroud     | Arsenal           | 8    |
| 8  | Aaron Ramsey       | Arsenal           | 8    |
| 8  | Christian Eriksen  | Tottenham         | 8    |
| 8  | Kevin Mirallas     | Everton           | 8    |
| 13 | Jesús Navas        | Manchester City   | 7    |
| 13 | Samir Nasri        | Manchester City   | 7    |
| 13 | Pablo              | Swansea City      | 7    |
| 13 | Daniel Sturridge   | Liverpool         | 7    |
| 13 | Marko Arnautovic   | Stoke City        | 7    |
| 13 | Eden Hazard        | Chelsea           | 7    |
| 13 | Aleksandar Kolarov | Manchester City   | 7    |
| 13 | Jordan Henderson   | Liverpool         | 7    |
| 13 | Philippe Coutinho  | Liverpool         | 7    |
| 13 | Steven Davis       | Southampton       | 7    |
| 23 | Sergio Agüero      | Manchester City   | 6    |
| 23 | Pablo Zabaleta     | Manchester City   | 6    |
| 23 | Adam Lallana       | Southampton       | 6    |
| 23 | Peter Whittingham  | Cardiff City      | 6    |
| 23 | Juan Mata          | Manchester United | 6    |
| 23 | Moussa Sissoko     | Newcastle         | 6    |
| 23 | Jonjo Shelvey      | Swansea City      | 6    |
| 23 | Romelu Lukaku      | Everton           | 6    |

### Hat-tricks
| Jogador        | Time            | Adversário           | Resultado | Data                   |
| -------------- | --------------- | -------------------- | --------- | ---------------------- |
| Luis Suárez    | Liverpool       | West Bromwich Albion | 4–1       | 26 de outubro de 2013  |
| Luis Suárez4   | Liverpool       | Norwich City         | 5–1       | 4 de dezembro de 2013  |
| Adam Johnson   | Sunderland      | Fulham               | 4–1       | 11 de janeiro de 2014  |
| Samuel Eto'o   | Chelsea         | Manchester United    | 3–1       | 19 de janeiro de 2014  |
| Eden Hazard    | Chelsea         | Newcastle United     | 3–0       | 8 de fevereiro de 2014 |
| André Schürrle | Chelsea         | Fulham               | 3–1       | 1 de março de 2014     |
| Yaya Touré     | Manchester City | Fulham               | 5–0       | 22 de março de 2014    |
| Luis Suárez    | Liverpool       | Cardiff City         | 6–3       | 22 de março de 2014    |

4 O jogador marcou 4 gols

### Fair play
| #  | Equipe            | Amarelos | Vermelhos | Pontos |
| -- | ----------------- | -------- | --------- | ------ |
| 1  | Cardiff City      | 49       | 1         | 51     |
| 2  | Liverpool         | 54       | 1         | 56     |
| 2  | Everton           | 54       | 1         | 56     |
| 4  | Fulham            | 58       | 1         | 60     |
| 4  | Southampton       | 60       | 0         | 60     |
| 6  | Hull City         | 53       | 4         | 61     |
| 6  | Arsenal           | 53       | 4         | 61     |
| 6  | Swansea City      | 55       | 3         | 61     |
| 9  | Crystal Palace    | 58       | 2         | 62     |
| 10 | Chelsea           | 57       | 3         | 63     |
| 11 | Newcastle         | 53       | 6         | 65     |
| 12 | Norwich City      | 62       | 2         | 66     |
| 13 | West Bromwich     | 67       | 0         | 67     |
| 14 | West Ham          | 62       | 5         | 72     |
| 14 | Manchester United | 66       | 3         | 72     |
| 16 | Tottenham         | 66       | 4         | 74     |
| 16 | Manchester City   | 72       | 1         | 74     |
| 18 | Aston Villa       | 78       | 0         | 78     |
| 19 | Stoke City        | 72       | 5         | 82     |
| 20 | Sunderland        | 69       | 7         | 83     |